# Diaboliquement vôtre
Cet article concerne le film sorti en 1967. Pour le film sorti en 2000, voir Endiablé.
Pour plus de détails, voir Fiche technique et Distribution.
Diaboliquement vôtre est un film franco-italo-allemand réalisé par Julien Duvivier sorti en 1967, et dont c'est le dernier film.

## Synopsis
Devenu amnésique à la suite d'un grave accident de voiture, un homme va découvrir qui il était avant de perdre la mémoire.

## Fiche technique
- Réalisation : Julien Duvivier
- Scénario : Julien Duvivier, Roland Girard, Jean Bolvary et Paul Gégauff, d'après le roman Manie de la persécution de Louis C. Thomas
- Dialogue : Paul Gégauff
- Sociétés de productions : Lira Films, Copernic-Comacio, Société Nouvelle de Cinématographie, Eichberg Film, Igor Film
- Producteur : Raymond Danon
- Directeur de production : Ralph Baum
- Directeur de la photographie : Henri Decaë
- Cadreur : Robert Schneider
- Son : René Sarazin
- Musique : François de Roubaix
- Décors : Léon Barsacq
- Costumes : Georgette Fillon
- Maquillages : Michel Deruelle
- Assistant-réalisateur : Michel Romanoff
- Montage : Paul Cayatte
- Régie : Paul Dufour
- Photographie de plateau : Victor Rodrigue
- Image : 35 mm- Couleur
- Genre : Drame et thriller
- Pays :  France ;  Italie ;  Allemagne de l'Ouest
- Année de tournage : 1967
- Durée : 95 min
- Date de sortie en salles : 22 décembre 1967 (France)

## Distribution
- Alain Delon : Georges Campo
- Senta Berger (V.F.: Anouk Ferjac) : Christiane
- Sergio Fantoni : Frédéric « Freddie » Launay
- Claude Piéplu : le décorateur
- Peter Mosbacher : Kiem
- Albert Augier : le médecin
- Renate Birgo : l'infirmière
- Georges Montant : le brigadier
- Albert Daumergue : le barman
- Guy Stranger
- Marcel Gassouk

## Prix et distinctions
- Bambi de la meilleure actrice en 1968 pour Senta Berger.

## Autour du film
- Dernier film de Julien Duvivier, décédé deux mois avant la sortie en salles dans un accident de voiture.
- Le roman Manie de la persécution de l'écrivain français Louis C. Thomas sert de base au scénario du film.